# Dwór w Maciejowicach
Dwór w Maciejowicach – zabytkowy dwór w Maciejowicach, położonych w województwie opolskim, w powiecie nyskim, w gminie Otmuchów.
Do wojewódzkiego rejestru zabytków wpisane jest dwór, 1589, XVIII, nr rej.: 994/65 z 5.05.1965:
Obiekt wybudowany w 1589. W elewacji frontowej wmurowana jest marmurowa tablica erekcyjna z herbem bpa Andreasa Jerina (1540-1596) z napisem w j. łac. Andreas D.G. episcopus wratislawien, superioris et inferioris Silesiæ capitaneus supremus prædium hoc agris ad id coemtis a fundamentis ædificavit anno MDLXXXIX a w bocznej kartusz herbowy biskupa wrocławskiego Philippa von Schaffgotscha (1716-1795), który pod koniec XVIII w. przebudował dwór w stylu barokowym.

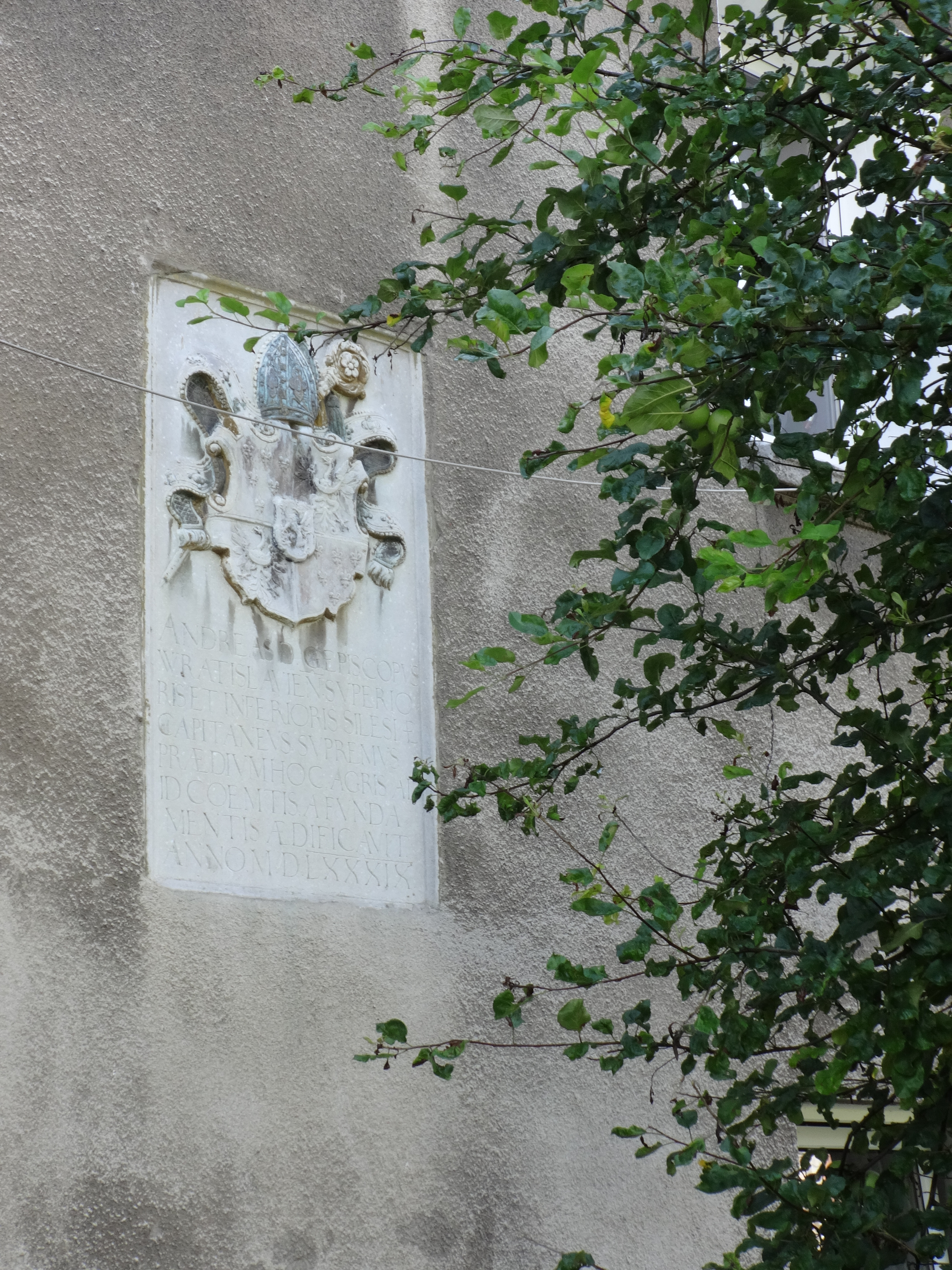
Tablica z herbem bpa Jerina i sentencją
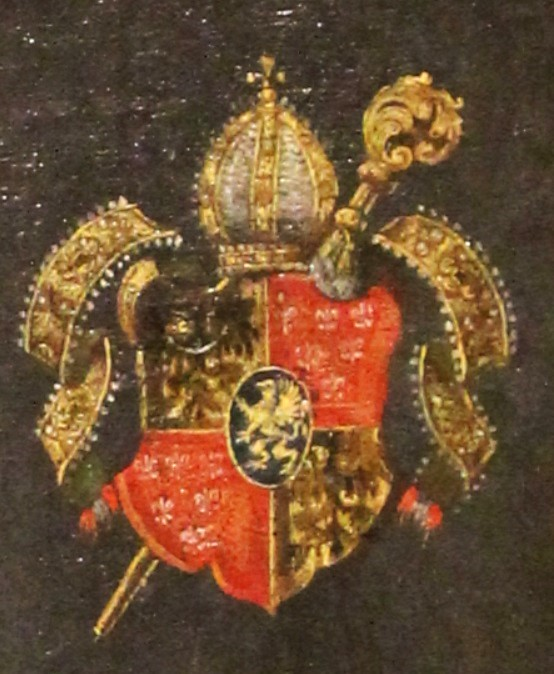
Herb bpa Jeriny
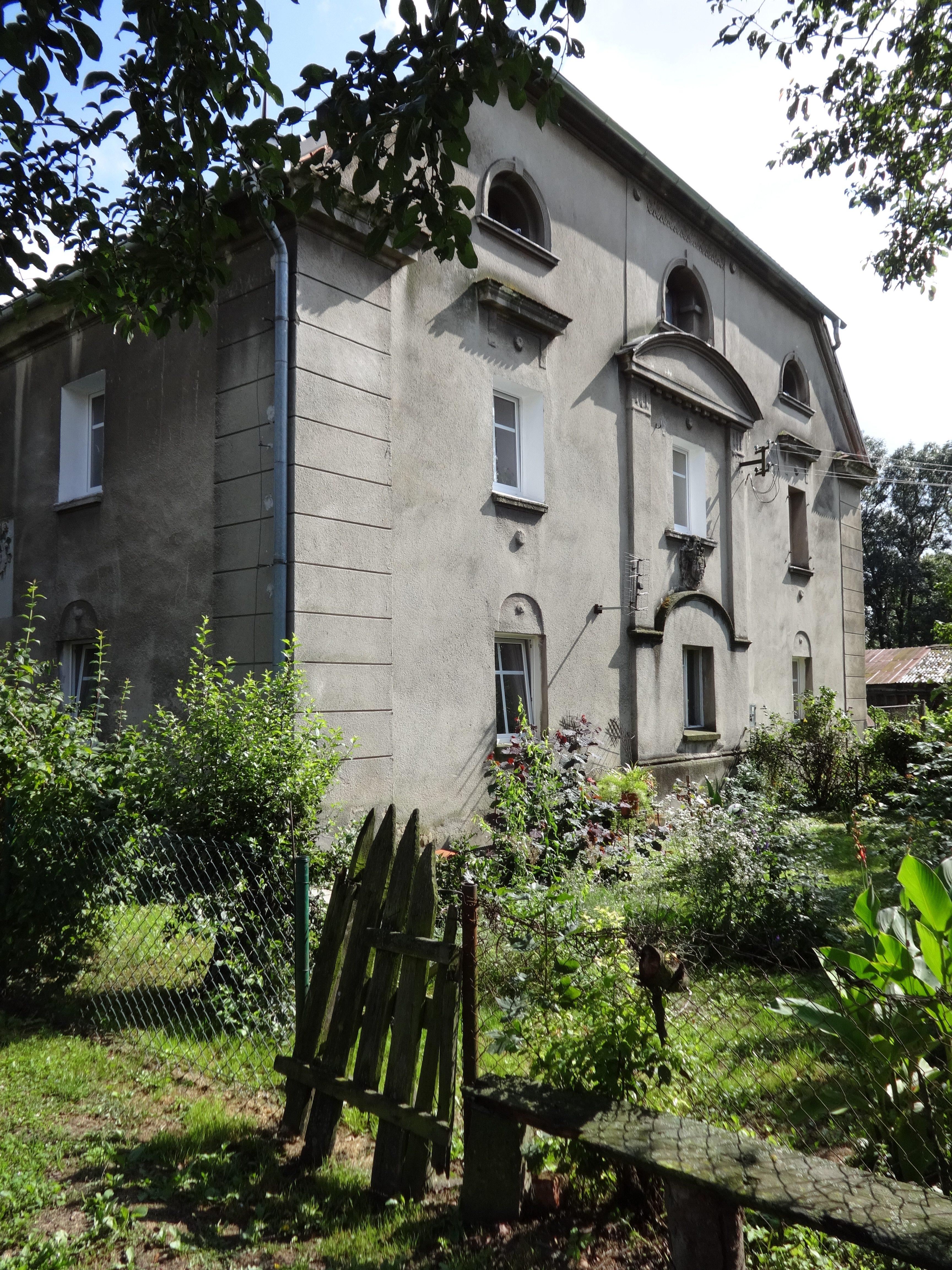
Herb na bocznej ścianie
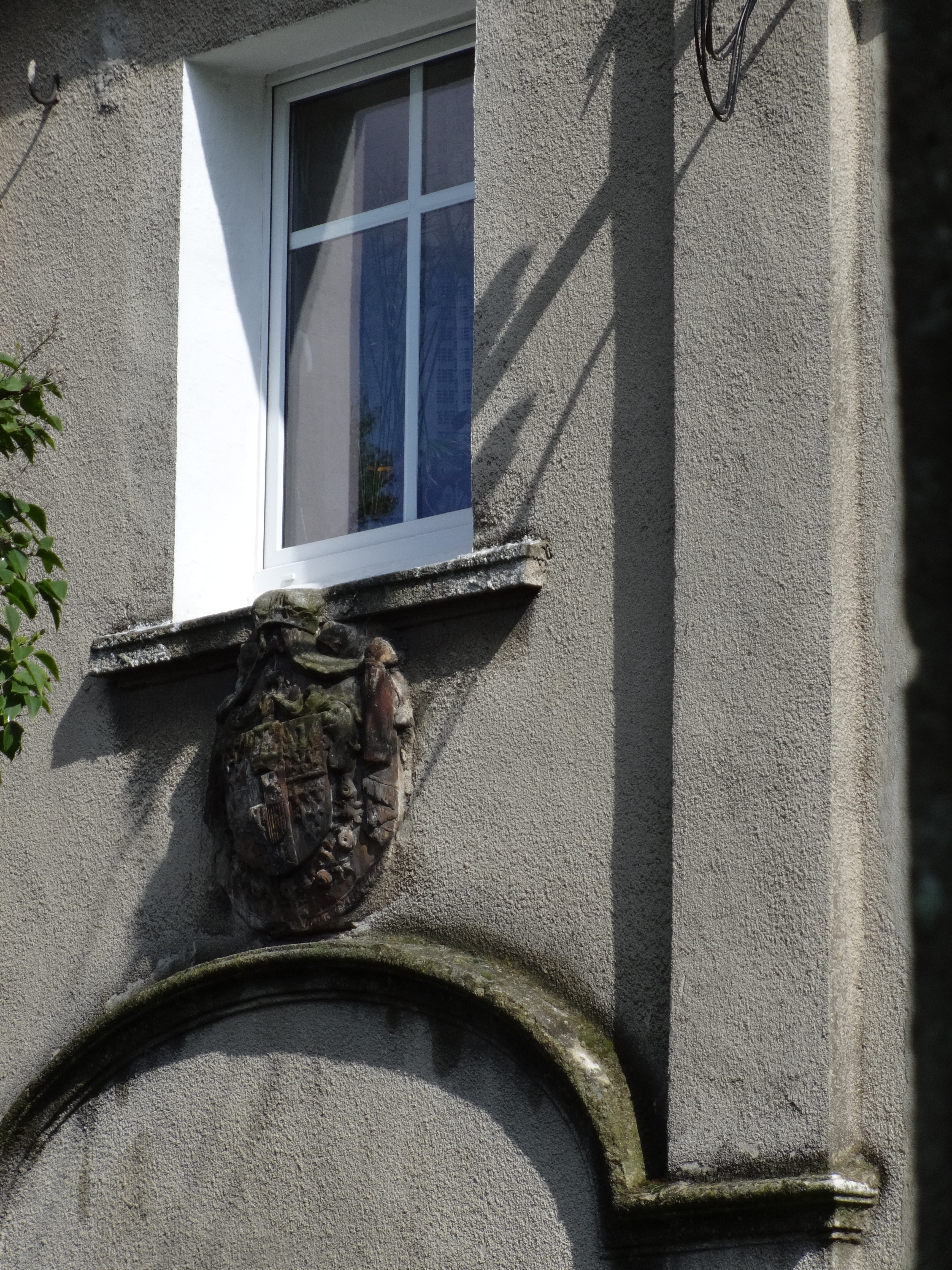
Herb bpa Philippa Schaffgotscha
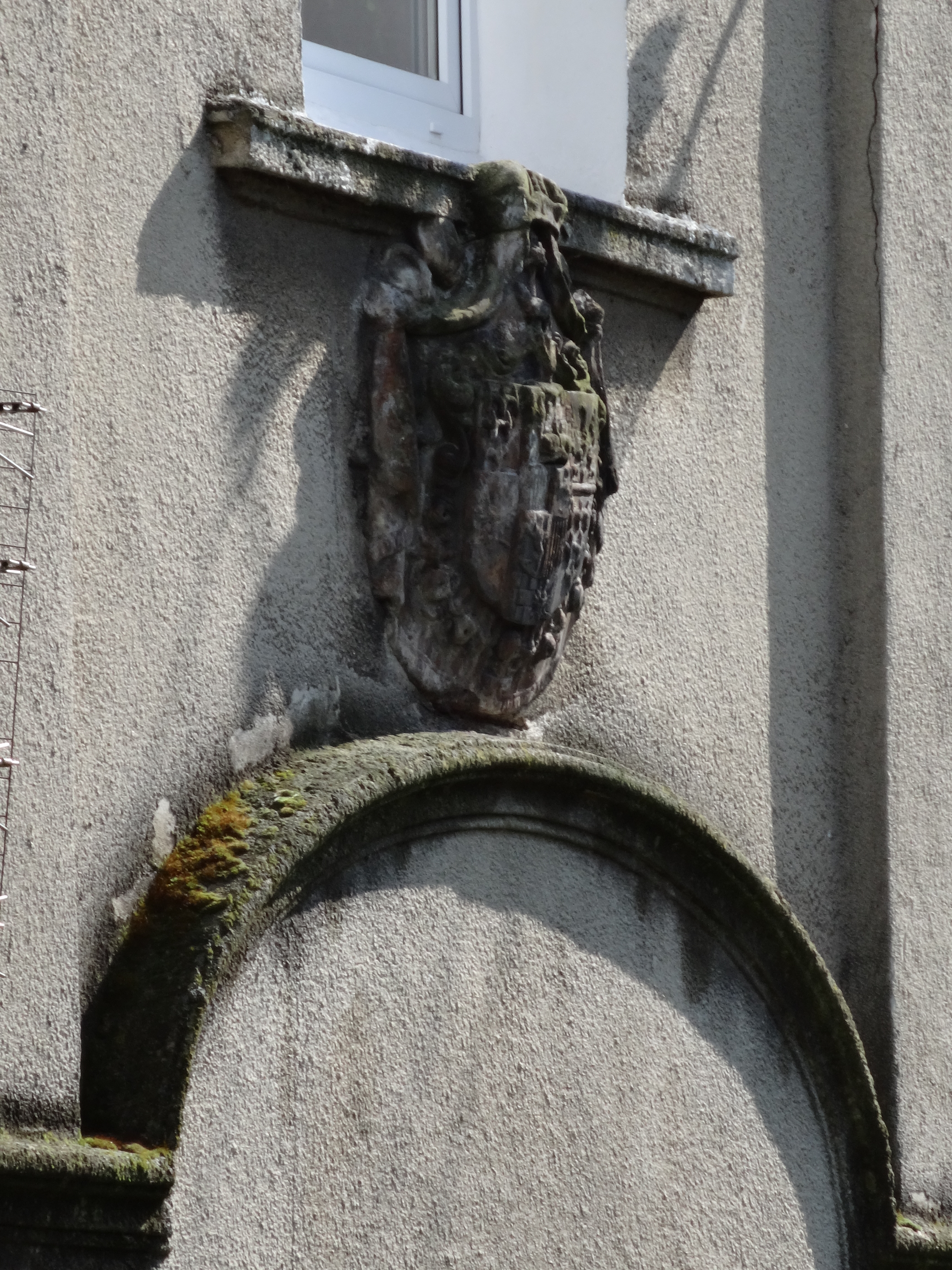
Herb bpa Philippa Schaffgotscha
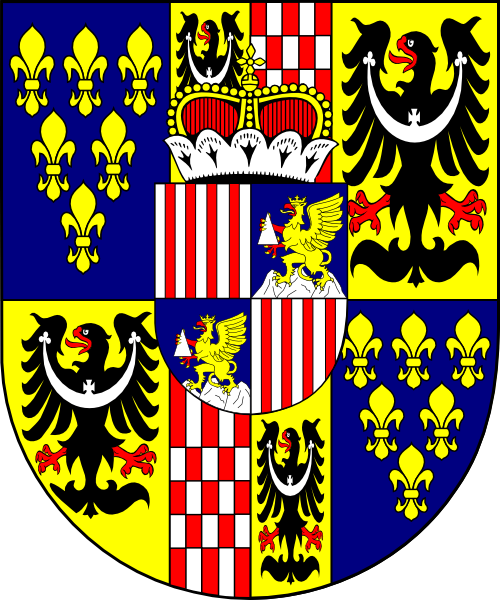
Herb Philippa von Schaffgotscha